# Supercoppa di Polonia 2021 (pallacanestro)
La Supercoppa di Polonia 2021 è la 16ª Supercoppa di Polonia di pallacanestro maschile.
La partita è stata disputata il 1º settembre 2021 presso l'Arena Ostrów di Ostrów Wielkopolski tra lo Stal Ostrów Wiel., campione di Polonia 2020-21, e lo Zielona Góra vincitore della Coppa di Polonia 2021.

## Finale
| Arbitri: | Łukasz Jankowski Michał Chrakowiecki Bartłomiej Kucharski |

| |            | |
| Young 16 | Punti      | 22 Joseph |
| Florence 3 | Assist     | 9 Frazier |
| Young 10 | Rimbalzi   | 5 Meier |
| 1 Palmer• 8 Young• 12 Mokros• 17 Mantzarīs• 18 Wojciechowski 0 Florence• 2 Drechsel• 5 Andersson• 7 Załucki• 10 Wadowski• 55 Pluta• 77 Kulig | Formazioni | 1 Zyskowski• 6 Brembly• 8 Apić• 17 Frazier• 20 Nenadić 2 Mazurczak• 3 Traczyk• 7 Sulima• 10 Klocek• 18 Szymański• 21 Meier• 34 Joseph |
| Igor Miličić | Allenatori | Oliver Vidin |